# Punkt (Einheit)

Zusammenhang der unterschiedlichen Maßeinheiten untereinander gemäß ihrer Herleitung

Der Punkt ist ein Längenmaß mit zwei unterschiedlichen Anwendungen.

## Typografie
Der Punkt ist ein Längenmaß, das in der Typografie Verwendung findet und 1⁄72 Zoll beträgt (1 Fuß = 12 Zoll = 144 Linien = 864 Punkt). Das gebräuchliche typografische System geht zurück auf den französischen Schriftgießer Pierre Simon Fournier. Weiterentwickelt wurde es zuletzt von Firmin Didot. Dieser legte im Jahr 1780 die kleinste typografische Einheit, den Punkt, in ihrer heutigen Dimension basierend auf dem Pariser Fuß fest. Nach Einführung des einheitlichen metrischen Maßsystems, in Deutschland im Jahr 1872, stellte der Schriftenhersteller Herrman Berthold im Jahr 1879 fest, dass das Didotsche System auch im metrischen System aufging: Der Meter misst recht genau 2660 Punkt und der Punkt infolgedessen fast 0,376 mm. Dieses auf dem metrischen Maß aufgebaute System wurde in der Typografie als Normalsystem eingeführt und wird bis heute in Deutschland, Dänemark, Österreich und der Schweiz benutzt. (Maßzeichen: p oder • oder pD) 1975 wurde der Didotsche Punkt von der ISO um mehr als 2,6 ‰ auf nunmehr exakt 3⁄8 mm = 0,375 mm umdefiniert. Diese Änderung wurde jedoch nicht überall berücksichtigt.
Anders die englische und amerikanische Typografie, die mit dem US-amerikanischen Pica-System basierend auf dem angloamerikanischen Zoll arbeiten. Ein Pica hat die Länge von 1⁄6″, also 0,16″. Das dem amerikanischen Bleisatz zugrundeliegende Johnson Pica hat jedoch eine definierte Länge von 0,1660″. Die Länge eines Pica-Punktes (Maßzeichen: pp) beträgt daher etwa 0,3514 mm.
Durch Einführung US-amerikanischer Programme in der computergestützten Typografie wurde für die Schriftgrade ein normales Pica zu 1⁄6″ übernommen. Der Punkt (Maßzeichen: pt) hat hier somit eine Länge von 1⁄12 pica = 1⁄72″ = 0,3527 mm.

## Allgemeines Längenmaß
Der Punkt als allgemeines Längenmaß, auch mit Scrupel bezeichnet, gilt als der 10. oder der 12. Teil der Linie, abhängig von der dezimalen oder duodezimalen Teilung des Fußes. Nicht alle historischen Fußmaße durften bis ins kleinste Maß gegliedert werden.
Die Maßkette war
- Dezimal: 1 Fuß = 10 Zoll = 100 Linien = 1000 Punkt(1)
- Duodezimal: 1 Fuß = 12 Zoll = 144 Linien = 1728 Punkt(1) = 20736 Quinte

Beim Wiener Längenmaß hatte der Punkt 1⁄12 Linie, also 0,18293 Millimeter. Der Fuß wurde mit 316,1023 Millimeter gerechnet.
Von der Klafter gerechnet sind 6 (duod.) bzw. 10 Fuß (dez.) zu berücksichtigen.
Für die altfranzösische Toise, in Deutschland die Klafter und das Lachter, galt:
- 1 Klafter = 6 Fuß(2) = 72 Zoll = 864 Linien = 10368 Punkt(1)
- 1 Toise du Pérou = 1,9490363 Meter
- 1 Pariser Linie = 2,256 Millimeter

(1) 1 Punkt = 1 Scrupel

(2) 1 Fuß = 324,8333 Millimeter